# Sistema de navegació per automòbils

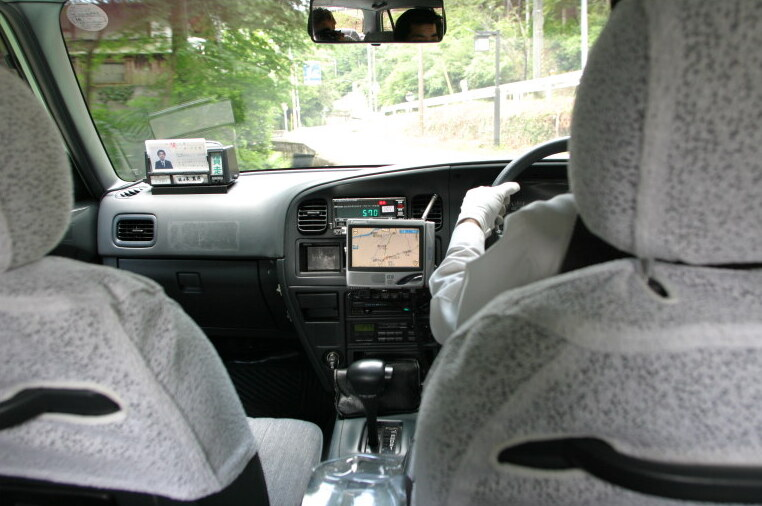
Taxi de Kyoto, equipat amb el sistema de navegació GPS.

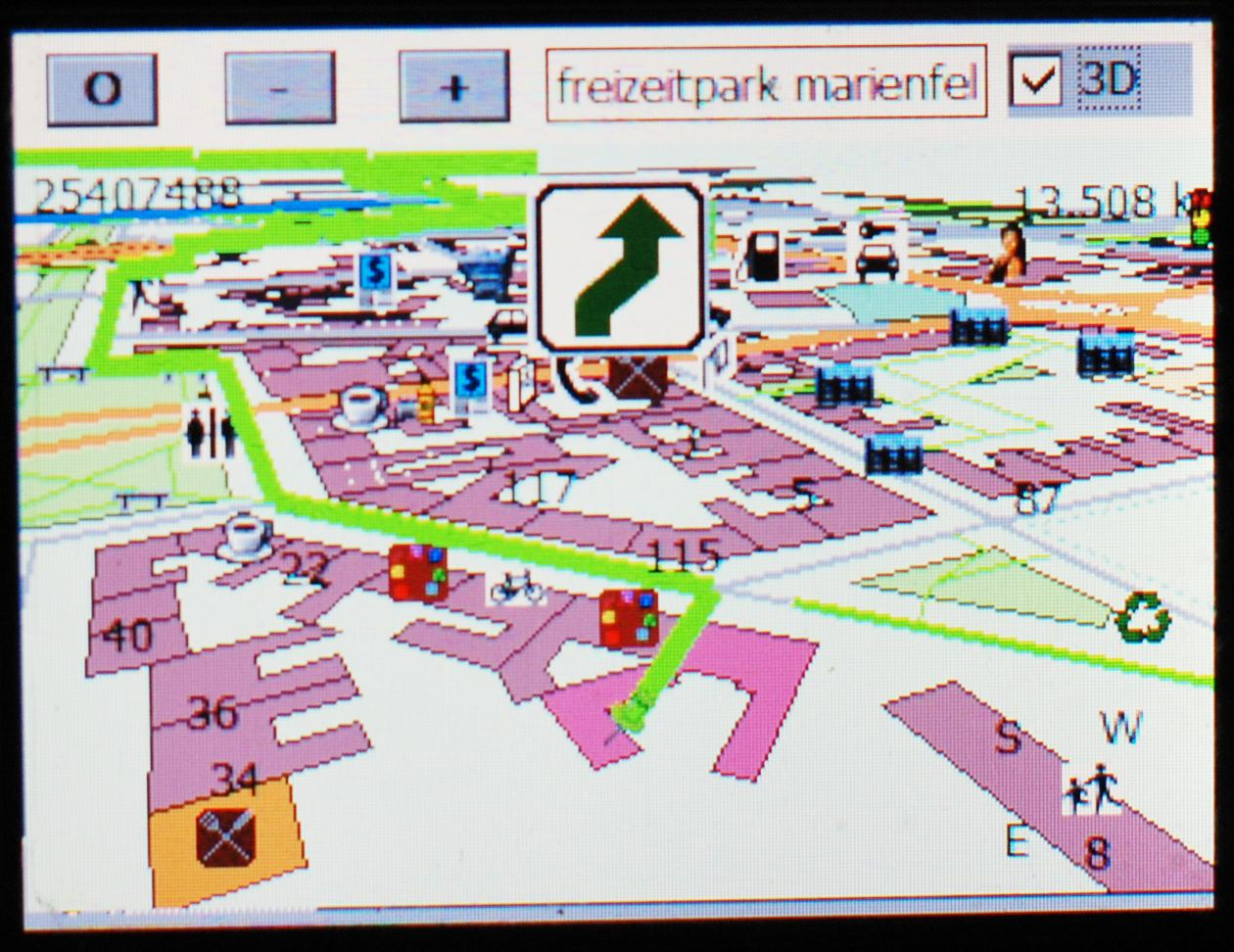
Programari lliure de navegació Gosmore utilitzant mapes lliures de OpenStreetMap.

Un sistema de navegació automotor és un GPS dissenyat per navegar en vehicles de carretera, com automòbils, autobusos i camions. Al contrari d'altres GPS, aquest utilitza dades de posició per situar a l'usuari en un carrer mapejat en un sistema de base de dades. Utilitzant la informació dels arxius dels carrers en aquesta base, la unitat pot donar adreces d'altres punts a través de la ciutat. Amb càlculs per inferència, dades de distància des de sensors estratègicament instal·lats a la ciutat, i un sistema de guia inercial amb giroscopi d'estructura vibratòria, pot produir-se una gran millora de seguretat, ja que la senyal GPS pot perdre's o patir múltiples rebots de multipasses per canons urbans o túnels.

## Història
Honda va desenvolupar el primer sistema de navegació l'any 1983, el qual es va acabar l'any 1990 pel vehicle Honda Legend Acura Legend.S'utilitzava un  sistema analògic i un acceleròmetre per fixar les localitats, ja que el sistema GPS encara no estava disponible. Per contra, Pioneer afirma que ells van ser els primeres en tindre un sistema de navegació automotor amb GPS, l'any 1990.
L'any 2016, la companyia tecnològica WayRay va crear el primer sistema de navegació hologràfica per a cotxes, anomenat Navion. Aquest sistema de navegació va ser presentat al CES, la fira electrònica de consum de Las Vegas, durant els anys 2017, 2018 i 2019, amb les seves respectives innovacions al sistema.
Aquest dispositiu superposa hologrames projectats sobre el parabrises del cotxe, la posició del vehicle sobre el mapa, rètols, senyals de trànsit i obstacles dels carrers (vehicles, persones, etc.) a temps real i en sincronització amb la ruta. L'objectiu d'aquest sistema és fer que la conducció sigui més segura.
Mitjançant un sistema AR (realitat augmentada), el navegador projecta holográficamente tota la informació sobre un film transparent adherit al vidre del parabrises, de manera que el conductor no treu la vista de la carretera a cap moment. El sistema de navegació també és capaç de projectar textos i de permetre la interacció a través de veu i gestos, gràcies a l'opció de connexió a través del mòbil mitjançant Bluetooth.
L'equip aconsegueix integrar el que suceeix davant del vehicle en el mapa cartogràfic a temps real mitjançant una càmera Full HD; aquest procés es denomina SLAM.

## Visualització

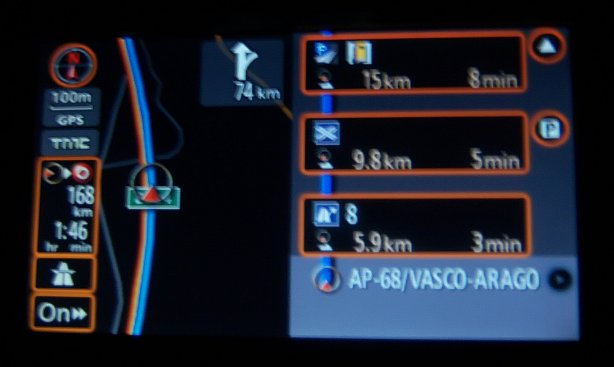
Pantalla tàctil del navegador GPS d'un Toyota Rav4. La imatge mostra el mapa de localització del vehicle, els quilòmetres que falten per arribar al lloc de destí, el temps estimat de l'arribada, la distància que falta per al proper esdeveniment, la denominació de la carretera per on s'està circulant i les properes sortides que hi ha a l'autopista, la seva tipologia, distància i temps estimat per aconseguir-les.

Els sistemes de navegació són una combinació de:
- vista general de la ciutat de destí
- vista de la carta en rotació, com el vehicle
- vista aèria de l'àrea que es va cartografiant, i dels llocs localitzats més endavant (a la següent corba...)
- unió per línies de diferents punts distanciats
- nombres per a la distància

## Base de dades de carrers

### Continguts
La base de dades dels carrers és un mapa vector de les àrees d'interès. Els noms dels carrers i la seva numeració estan codificats en coordenades geogràfiques perquè d'aquesta manera l'usuari pugui trobar el destí desitjat per 'adreça del carrer. Els punt d'interès estan inclosos a les coordenades geogràfiques.
Els continguts poden visualitzar-se per part de l'usuari mentre aquest condueix el seu vehicle a través dels carrers i actualitza els seus mapes per Internet.